# Mi bella genio
Mi bella genio (I Dream of Jeannie) es una telecomedia estadounidense que fue emitida por la cadena NBC a lo largo de cinco temporadas, entre 1965 y 1970.
Protagonizada por Barbara Eden, como una genio de dos mil años, y Larry Hagman, como un astronauta que se convierte en su amo, con quien se enamora y finalmente se casa. Producido por Screen Gems, el programa se emitió originalmente del 18 de septiembre de 1965 al 26 de mayo de 1970 con nuevos episodios, y hasta septiembre de 1970 con repeticiones de temporada, en NBC. Se produjeron un total de 139 episodios.

## Trama

### Episodio piloto: «The lady in the bottle»

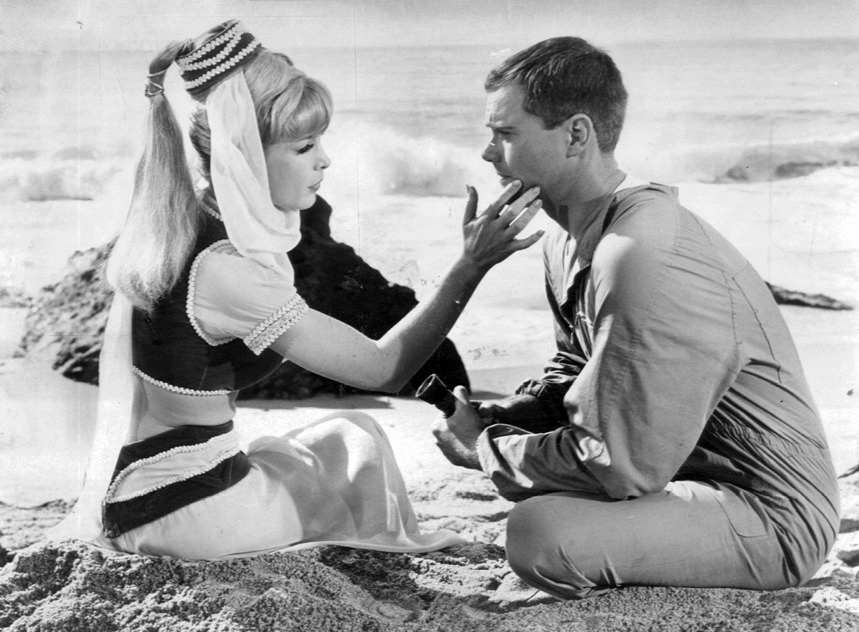
Jeannie, al haber sido liberada por él de su botella, está feliz de conocer a Tony.

Desde la base espacial de Cabo Kennedy en Florida, EE. UU. (entonces Cabo Cañaveral), Anthony Nelson es enviado al espacio exterior, pero durante el recorrido cae en una isla desierta en el Pacífico Sur, después de que la misión en la que participaba fuera abortada. Durante su estancia en la isla, Tony encuentra una botella semienterrada, que sale de su hoyo y se acerca sola hasta sus pies. Al frotarla sale un extraño humo rosa y, cuando se disipa, aparece de rodillas ante él una genio. Es una joven rubia, de ojos azules brillantes y una figura espectacular, vestida entre rojo y rosa, y el Comandante Nelson le pone el nombre de Jeannie (juego de palabras en inglés, ya que la pronunciación del nombre propio es idéntica a «genie», que significa genio, y en el doblaje al español este nombre fue cambiado por el de Jenny). En un principio no se entienden porque la genio habla en persa, pero cuando Nelson desea que puedan entenderse, ella lo rescata con sus poderes mágicos apareciendo el helicóptero de la base que trataba de encontrarlo, y en agradecimiento, el astronauta le deja así en libertad; aunque como el Comandante Nelson le resulta muy divertido, decide seguir acompañándole sin que él se percate.
Al regresar a su casa en Cocoa Beach (Florida) y después de que el psiquiatra de la NASA, el Dr. Bellows, lo considerara un loco, se da cuenta de que nadie va a creerse que haya encontrado una genio en una botella. De ahí en adelante el Dr. Bellows se encarga de estudiar los comportamientos de Tony, comunicándoselos al general Petterson; pero al final de cada episodio siempre ocurre algo que impide a Bellows presentar las pruebas, quedando en ridículo ante el nombrado. Jeannie se niega a aparecer frente a alguien que no sea Nelson, aunque luego, a lo largo de los capítulos, el Mayor Roger Healey (el mejor amigo de Nelson) la descubre, intentando varias veces que Jenny se quede con él, a pesar de la amistad que lo une al mayor Nelson.
Anthony Nelson y Jeannie terminan enamorándose, y a lo largo de la serie harán varios intentos de llevar una vida normal o casarse, pero nunca logran insertarse en la sociedad, manteniendo una convivencia muy dura que les hace vivir situaciones divertidas y peligrosas. Aunque en su afán de conquistarlo Jeannie mete en problemas a Nelson constantemente, él siempre la perdona porque sabe que ella no es mala, solo que no está acostumbrada a los comportamientos humanos. Al cabo de muchos episodios terminarían casándose. Se rodaron varios episodios de su vida de casados, frecuentemente siendo visitados por el Dr. Bellows y su esposa.

### Apariciones especiales
Pasados unos años, Eden regresó al papel de Jeannie cuando participó en varias películas para televisión que recrearon la historia de esta, mostrando algunos cambios en la vida de la genio y de Tony Nelson. Tal es el caso de I Dream of Jeannie: 15 Years Later (1985) y I Still Dream of Jeannie (1991). También apareció personificada como Jeannie en anuncios televisivos para AT&T y Lexus.
En mayo de 2013, Eden (78 años) actuó caracterizada como Jeannie, haciendo un pequeño acto de «aparición» en el que su nuevo amo resultó ser el expresidente Bill Clinton. Esto como parte de un evento especial.

## Producción
La serie fue creada y producida por Sidney Sheldon en respuesta al gran éxito de la serie Bewitched, en español Hechizada/Embrujada de la red rival ABC, que debutó en 1964 como el segundo programa más visto en los Estados Unidos. Sheldon, inspirado en la película The Brass Bottle, protagonizada por Tony Randall, Barbara Eden y Burl Ives como el jinn Fakrash, concibió la idea de una bella genio de sexo femenino. Tanto I Dream of Jeannie como Bewitched fueron producciones de Screen Gems. La serie debutó a las 8:00 p.m., el sábado, 18 de septiembre de 1965, en la NBC.
Cuando se abrió el casting para el papel de Jeannie, el productor Sidney Sheldon no pudo encontrar una actriz que pudiera interpretar el papel de la forma en que lo había escrito. Sí tenía una regla específica: no quería un genio rubio, porque la similitud con la bruja rubia de Embrujada sería demasiada. Sin embargo, después de muchas audiciones fallidas, llamó al agente de Barbara Eden, y quedó tan complacido con su interpretación del personaje, que pese a su cabello rubio decidió darle el papel. Justo cuando el piloto fue aprobado y la serie comprada para su primera temporada, Barbara se enteró de que estaba embarazada de su único hijo, Matthew, y aunque quiso renunciar a la serie, Sheldon no lo aceptó y le agregaron más velos a su traje de odalisca y grabaron la mayor cantidad de episodios que se pudo mientras su embarazo no se notara. Cuando la NBC comenzó a transmitir la mayor parte de sus programas de televisión en horario estelar en otoño de 1965, Jeannie fue uno de los dos programas regulares en la NBC que permanecieron en blanco y negro, en este caso debido a los efectos fotográficos especiales empleados para lograr la magia de Jeannie. En la segunda temporada, sin embargo, se había trabajado más en técnicas para crear los efectos visuales en color, ya que en 1966 todas las series de horario estelar en los Estados Unidos se estaban haciendo en color.
Según Dreaming of Jeannie, un libro de Stephen Cox y Howard Frank, Sheldon originalmente quería filmar la primera temporada en color, pero la NBC no quería pagar los gastos adicionales, ya que la red (y Screen Gems) creía que la serie no llegaría a una segunda temporada. Según Sheldon, en su autobiografía, The Other Side of Me, él ofreció pagar los USD 400 adicionales, por un episodio, necesarios para la filmación en color al comienzo de la serie, pero el ejecutivo de Screen Gems, Jerry Hyams, le aconsejó: «Sidney, no tires tu dinero».

### Secuencia de apertura
Los primeros episodios posteriores al piloto (episodios del 2 al 8) utilizaron una apertura no analizada y expositiva narrada por Paul Frees; la narración menciona que Nelson vivió en «una ciudad mítica» llamada Cocoa Beach en «un estado mítico llamado Florida». Los episodios restantes de esa primera temporada presentaron una secuencia animada que se renovó y amplió en la segunda temporada, cuando el espectáculo cambió de blanco y negro a color. Esta nueva secuencia, utilizada desde la temporada 2 hasta la 5, presentaba la cápsula espacial del Capitán Nelson chapoteando en la playa, y Jeannie saliendo a bailar fuera de su botella (modificada para reflejar su nueva decoración) y luego besando a Nelson. Ambas versiones originales de la secuencia de apertura animada del show fueron hechas por el famoso animador Friz Freleng.

### Producción
Aunque la serie se ambienta en Cape Kennedy, Florida, y Nelson vivió en 1020 Palm Drive en la cercana Cocoa Beach, se usaron locales en California en lugar de los de Florida. El exterior del edificio donde Healey y él tenían oficinas era en realidad el edificio principal del Dryden Flight Research Center en Edwards Air Force Base, al norte de Los Ángeles. «Si miras algunos de esos viejos episodios, se supone que se filmará en Cocoa Beach, pero de fondo tienes montañas: Hollywood Hills», dijo Bill Daily. En realidad, la casa del comandante Nelson se filmó en Warner Ranch, en Burbank (en Blondie Street). Muchos exteriores fueron filmados en esta instalación. La filmación interior se realizó en Sunset Gower Studios (el estudio original de Columbia Pictures) en Hollywood.
El elenco y el equipo solo hicieron dos visitas a la Costa Espacial de la Florida, ambas en 1969. El 27 de junio, un desfile en Cocoa Beach escoltó a Eden y al resto del elenco al Ayuntamiento de Cocoa Beach, donde fue recibida por admiradores y funcionarios de la ciudad. Luego los llevaron a la LC-43 en Cabo Cañaveral donde presionó un botón para lanzar un cohete meteorológico Loki-Dart. Cenaron en Bernard's Surf, donde a Eden se le otorgó el premio Commodore de la Florida por su excelente actuación. Más tarde, el séquito fue al Carnival Club de Lee Caron, donde Eden recibió una lluvia de regalos y besó al astronauta Buzz Aldrin en la mejilla, justo dos semanas antes del lanzamiento del Apollo 11.

## Reparto
| Personaje                                 | Actor original (Estados Unidos) | Actor de doblaje (Latinoamérica-México) |
| ----------------------------------------- | ------------------------------- | --------------------------------------- |
| Jeannie (Jenny en el doblaje al español). | Barbara Eden                    | Irma Lozano                             |
| Mayor Anthony Nelson                      | Larry Hagman                    | Víctor Mares                            |
| Mayor Roger Healey                        | Bill Daily                      | Sergio de Bustamante                    |
| Mayor Roger Healey                        | Bill Daily                      | Roberto Cardín                          |
| Mayor Roger Healey                        | Bill Daily                      | Carlos Becerril                         |
| General Martin Peterson                   | Barton MacLane                  | Víctor Guajardo                         |
| Dr. Alfred E. Bellows                     | Hayden Rorke                    | Rafael Llamas                           |
| Amanda Bellows                            | Emmaline Henry                  | Gloria Rocha                            |
| General Stone                             | Philip Ober                     | Rubens Mendel                           |
| General Stone                             | Philip Ober                     | Federico Romano                         |
| Melissa Stone                             | Karen Sharpe                    | Eugenia Avendaño                        |
| Narrador                                  | Paul Frees                      | Jorge Arvizu                            |
| Narrador                                  | Paul Frees                      | Sergio de Bustamante                    |
| Narrador                                  | Paul Frees                      | Sergio de Alva                          |
| Narrador                                  | Paul Frees                      | Carlos Becerril (últimos episodios)     |

### La canción de Jeannie
En la primera temporada, la serie usaba un vals como canción de apertura y de cierre. A partir de la segunda temporada, una canción llamada «Jeannie», compuesta por Hugo Montenegro, fue usada en el programa. La letra, creada por Buddy Kaye, nunca fue usada pese a que llegó a grabarse.
| Letra en inglés: Jeannie, fresh as a daisy Just love how she obeys me Does things that just amaze me so She smiles, presto, the rain goes She blinks, out pops a rainbow Cars stop, even the train goes slow When she goes by She paints sunshine on every rafter Sprinkles the air with laughter We're close as a quarter after three There's no one like Jeannie I'd introduce her to you But it's no use, sir Cause my Jeannie's in love with me She's in love with me! | Traducción: Jeannie, fresca como una margarita Me encanta la forma en la que me obedece Hace cosas que me sorprenden Cuando sonríe, empieza a llover Cuando pestañea, sale un arco iris Los autos se detienen, y hasta el tren va más despacio Cuando se mueve Ilumina cada rincón Llena el aire de risas Los dos juntos somos como uña y carne No hay nadie como Jeannie Me gustaría presentártela Pero no va a ser posible, señor Porque Jeannie está enamorada de mí ¡Ella está enamorada de mí! |

### DVD
Al comienzo estaban a la venta cuatro de las cinco temporadas de la serie en formato DVD, y el lanzamiento de la quinta temporada apareció en 2008.
| Portada | Nombre                                    | # De episodios | Fecha de lanzamiento | Material extra |
| ------- | ----------------------------------------- | -------------- | -------------------- | --- |
|         | La primera temporada completa (1965-1966) | 30             | 14 de marzo de 1966  | - Comentario en audio en el episodio piloto por Larry Hagman, Barbara Eden, y Bill Daily. - Entrevista al elenco. - Edición especial en blanco y negro o a color. |
|         | La segunda temporada completa (1966-1967) | 31             | 11 de julio de 1966  | -- |
|         | La tercera temporada completa (1967-1968) | 26             | 30 de enero de 1967  | -- |
|         | La cuarta temporada completa (1968-1969)  | 26             | 11 de agosto de 1967 | -- |
|         | La quinta temporada completa (1969-1970)  | 26             | 1968                 | -- |